# Åke Améen
Gösta Åke Améen, född 8 december 1899 i Stockholm, död 21 maj 1987 i Nacka, var en svensk båtkonstruktör och författare. 
Åke Améen var en av initiativtagarna till 24-timmarssegling. Hans böcker Båtleder på ostkusten och Naturhamnar på ostkusten är fortfarande storsäljare. Den senare innehåller, förutom beskrivande texter, även ett stort antal kartbilder som bygger på Améens handlodade djupangivelser.
Åke Améen var son till Gustaf Améen, bror till Gunnar Améen och gift från 1949 med Barbro von Otter (1903-1991).

## Konstruerade båtar i urval
- Fair Wind, 1947–1948 Rosättra Båtvarv